# Bigar-Wasserfall
Der Bigar-Wasserfall (serbisch Vodopad Bigar) liegt auf dem Gebiet des Dorfes Stanjinac in der serbischen Opština Knjaževac, fünf Kilometer vom Dorf Kalna entfernt, neben der Straße nach Pirot, etwa 450 Meter über dem Meeresspiegel.

## Details
Der Wasserfall besteht aus zwei Armen, von denen der rechte, wasserreichere, in zwei etwa gleich hohe Stufen unterteilt ist. Der linke Arm besteht aus mehreren dünnen Strahlen. Bei entsprechendem Wasserstand ergießen sich drei schneeweiße Schaumflächen aus Wasser über den insgesamt 35 Meter hohen, hellen Felsen. Der Name hat sich aus den Löchern (serbisch Bigra) im Felsen ergeben. Oberhalb des Wasserfalls gibt es mehrere kleinere Wasserfälle und große Wannen bzw. Terrassen im Flussbett sowie drei kleine Seen mit klarem Wasser. Der Bach Bigar, an dem sich der Wasserfall befindet, wird auch Brelo genannt.

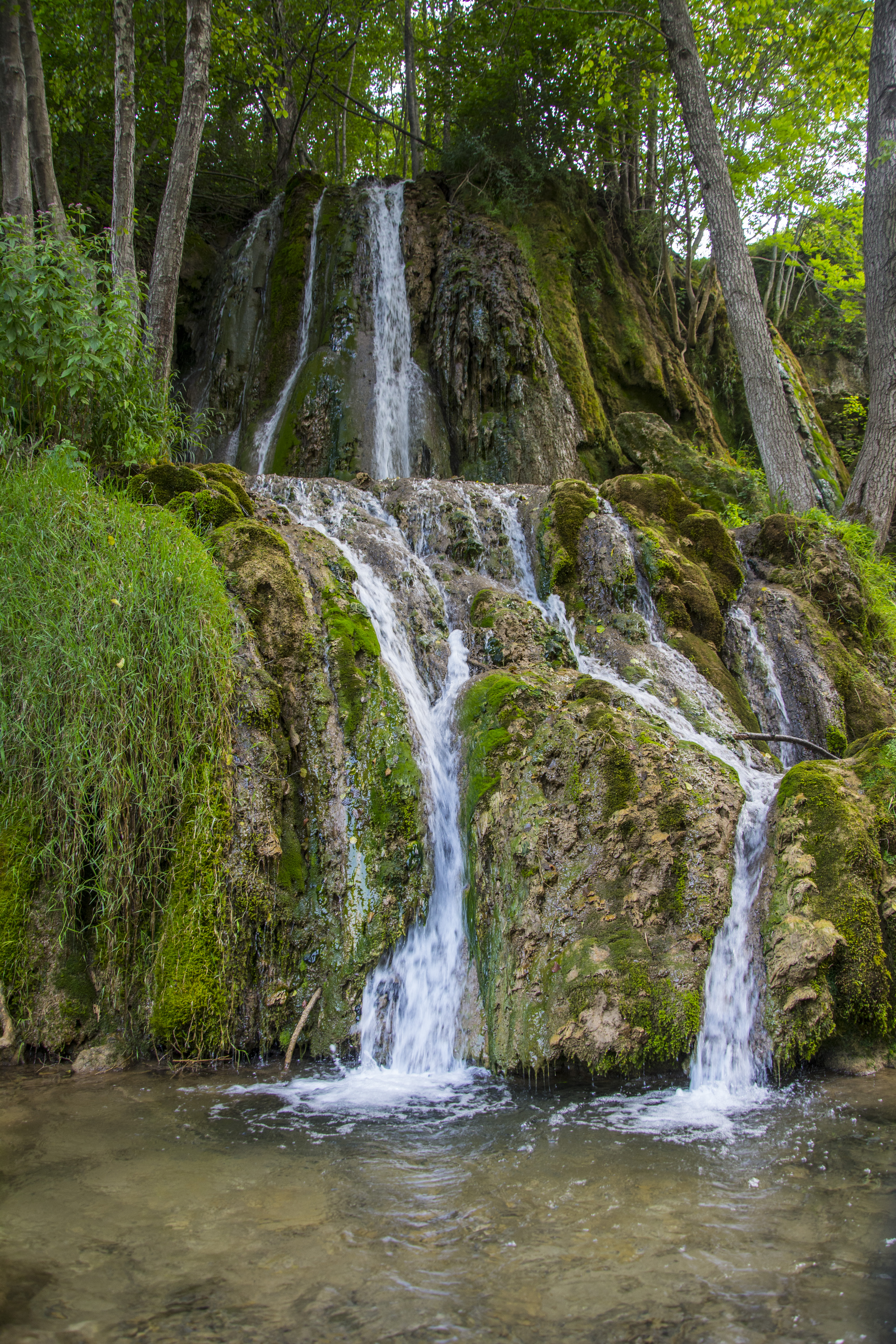
Bigar-Wasserfall (Juli 2017)

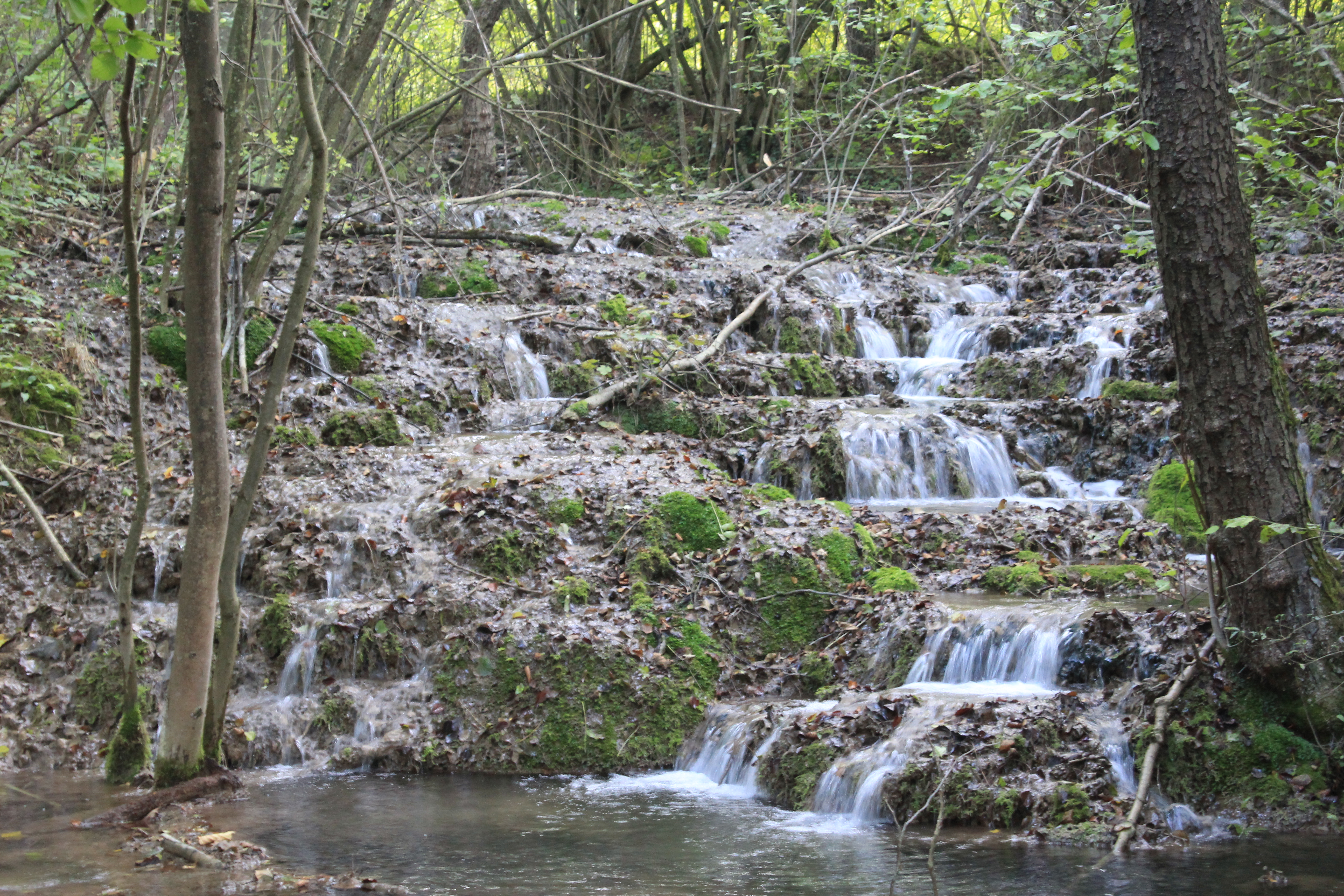
Kaskaden oberhalb des Bigar-Wasserfalls (September 2020)

## Standort
Der Bigar-Wasserfall liegt in etwa 30 Kilometer Entfernung von der serbischen Stadt Pirot auf dem Gebiet des Dorfes Stanjinac. Unmittelbar unterhalb des Wasserfalls mündet der Bach Bigar in den Fluss Stanjanska, und zwar in einer Höhe von 455 m über dem Meeresspiegel. Der Fluss Stanjanska mündet über die Izvorska in den Trgoviški Timok.
Der Wasserfall ist von Süden aus Pirot und von Norden aus Knjazevac über die Straße 221 erreichbar. In unmittelbarer Nähe nördlich des Wasserfalls quert der Europäische Fernwanderweg E3 den Fluss Stanjanska.

## Bigar-Tal
Der Wasserfall befindet sich an einem Kalksteinhang und ist Teil einer Kaskade. Der Bach Bigar fließt dabei durch ein Tal, das 500 bis 600 Meter breit ist. Von der Karst-Quelle in einer Höhe von 530 m über dem Meeresspiegel bis zur Mündung in den Fluss Stanjanska überwindet der Bach rund 80 Meter Höhenunterschied auf 1330 Meter Länge. Oberhalb der Quelle setzt sich das Bigar-Tal bis zur sogenannten Nikolas-Doline in einer Höhe von 770 m fort. Dieser flussaufwärts gelegene Teil ist 2300 Meter lang und wird nur gelegentlich von Wasser durchflossen. Das Maximum des Wasserstandes tritt meist im März auf. Bereits ab Mai beginnt der Wasserstand stetig zu sinken, ist während der gesamten Sommersaison niedrig und erreicht im September ein Minimum.
Im mittleren und unteren Teil des Baches, auf beiden Talseiten, entstanden Ende des 19. Jahrhunderts insgesamt 13 Wassermühlen. Die Mühlen sind inzwischen verfallen und von Vegetation überwuchert. Man findet aber noch einige Kanäle, die das Wasser zu den Mühlen leiteten.

## Schutzstatus
Das Bigar-Tal mit der Umgebung des Wasserfalls (serbisch Dolina potoka Bigar) steht seit 2015 als Naturdenkmal unter Schutz.

## Touristische Bedeutung

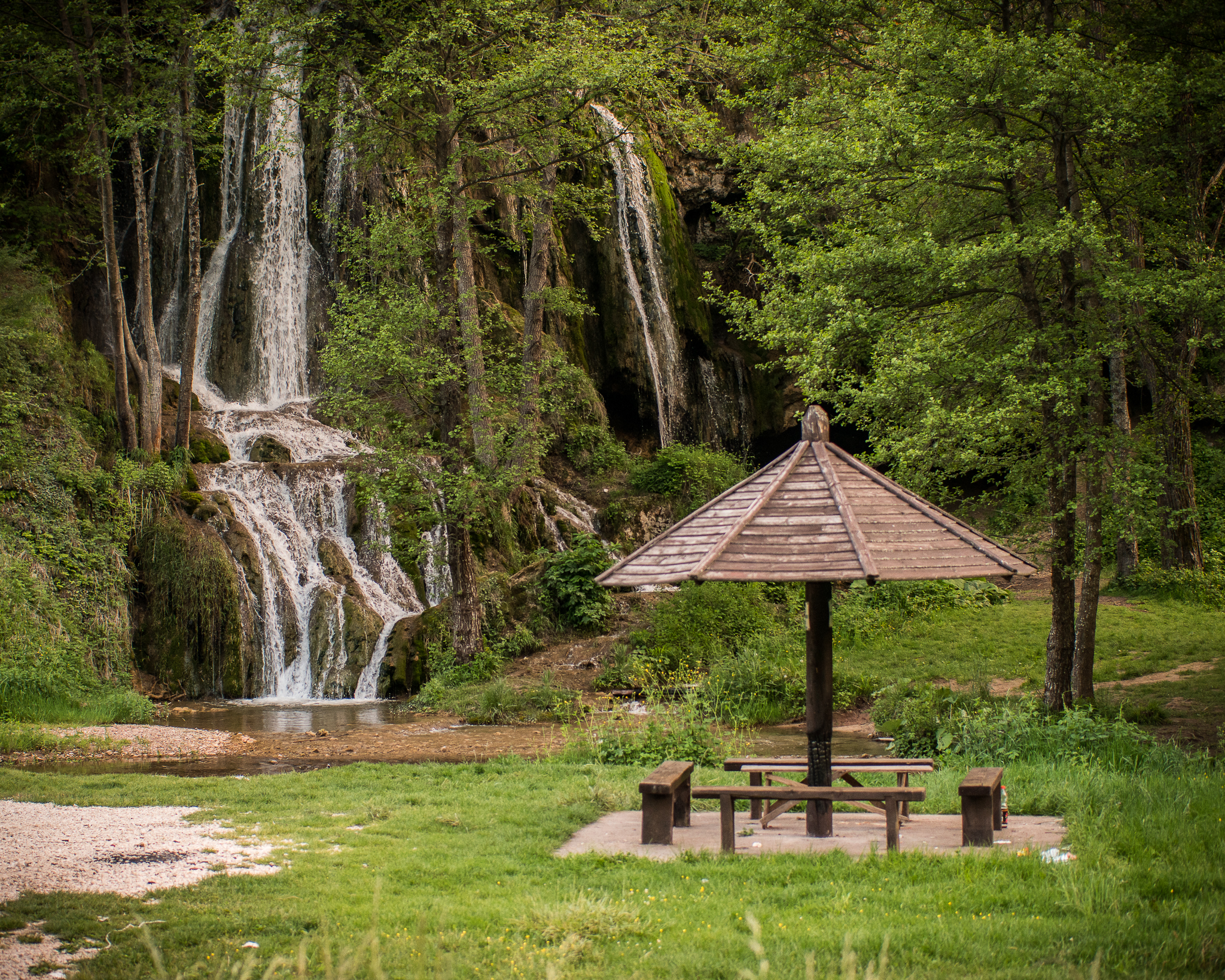
Überdachte Sitzplätze
(2017)

Früher versammelten sich hier die Einheimischen während der Feiertage und veranstalteten Jahrmärkte, heute wächst an diesen Stellen Gras. In der Nähe des Wasserfalls sind überdachte Sitzgruppen aufgestellt. Der Wasserfall ist ein beliebtes Ausflugsziel für alle Naturliebhaber. Übernachtungsmöglichkeiten bestehen in Privatunterkünften der umliegenden Orte. Etwa hundert Meter vom Wasserfall entfernt befindet sich das Kloster des Heiligen Onuphrius des Großen aus dem 15. Jahrhundert.